# Kavita Tungar
Kavita Maheshkumar Tungar (* 5. Mai 1985 in Sawarpada, Maharashtra als Kavita Raut) ist eine ehemalige indische Leichtathletin, die sich auf den Langstreckenlauf spezialisiert hat.

## Sportliche Laufbahn
Erste internationale Erfahrungen sammelte Kavita Tungar im Jahr 2004, als sie bei den Juniorenasienmeisterschaften in Ipoh in 4:58,29 min den vierten Platz im 1500-Meter-Lauf belegte. Bei den Crosslauf-Weltmeisterschaften 2006 in Fukuoka erreichte sie nach 16:21 min im Kurzrennen Rang 89 und 2008 gewann sie bei den Hallenasienmeisterschaften in Doha in 9:26,01 min die Silbermedaille im 3000-Meter-Lauf hinter ihrer Landsfrau Preeja Sreedharan. Im selben Jahr siegte sie auch bei den Halbmarathonrennen in Mumbai und Hyderabad, wie auch im Jahr darauf. Zudem gewann sie 2009 bei den Asienmeisterschaften in Guangzhou in 34:17,21 min die Silbermedaille im 10.000-Meter-Lauf hinter der Chinesin Bai Xue und sicherte sich über 5000 Meter in 16:05,90 min die Bronzemedaille hinter der Chinesin Xue Fei und Tejitu Daba aus Bahrain. 2010 nahm sie an den Commonwealth Games in Neu-Delhi teil und gewann dort über 10.000 Meter in 33:05,28 min die Bronzemedaille hinter den Kenianerinnen Grace Kwamboka Momanyi und Doris Chepkwemoi Changeywo. Anschließend gewann sie bei den Asienspielen in Guangzhou in 31:51,44 min die Silbermedaille über 10.000 Meter hinter ihrer Landsfrau Preeja Sreedharan und sicherte sich im 5000-Meter-Lauf in 15:16,54 min die Bronzemedaille hinter der Bahrainerin Mimi Belete und Sreedharan.
2011 belegte sie bei den Asienmeisterschaften in Kōbe in 35:24,25 min den sechsten Platz über 10.000 Meter und erreichte über 5000 Meter in 16:23,06 min Rang acht. Im Jahr darauf siegte sie beim Thane Vasai-Virar Halbmarathon nach 1:22:03 h und 2014 wurde sie beim Mumbai-Halbmarathon nach 1:21:15 h Zweite. 2016 siegte sie bei den Südasienspielen in Guwahati in ihrem zweiten Rennen über die Marathon-Distanz von 41,125 km nach 2:38:38 h und schaffte somit auf Anhieb die Qualifikation für die Olympischen Spiele in Rio de Janeiro, bei denen sie nach 2:59:29 h auf Rang 120 einlief und daraufhin ihre Karriere als Leichtathletin im Alter von 31 Jahren beendete.
2009 und 2010 wurde Tungar indische Meisterin im 10.000-Meter-Lauf sowie 2009 auch über 5000 Meter. 2012 wurde sie mit dem Arjuna Award für ihre sportlichen Erfolge ausgezeichnet und 2015 mit dem Suvarnaratna Award.

## Bestleistungen
- 3000 Meter: 9:39,72 min, 7. Juni 2009 in Jamshedpur
  - 3000 Meter (Halle): 9:26,01 min, 15. Februar 2008 in Doha
- 5000 Meter: 15:16,54 min, 26. November 2010 in Guangzhou
- 10.000 Meter: 31:54,44 min, 21. November 2010 in Guangzhou
- Halbmarathon: 1:12:50 h, 6. Dezember 2009 in Pune
- Marathon: 2:38:38 h, 12. Februar 2016 in Guwahati